# Incheon Heungkuk Life Insurance Pink Spiders
Incheon Heungkuk Life Insurance Pink Spiders (koreanisch: 인천 흥국생명 핑크스파이더스) ist eine südkoreanische Profi-Volleyballmannschaft der Frauen. Das Team wurde 1971 gegründet und wurde 2005 professionell. Die Mannschaft hat ihren Sitz in Incheon und ist Mitglied im Koreanischen Volleyballverband (KOVO). Ihre Heimspielstätte ist die Gyeyang-Arena in Incheon.

## Titel
Die Pink Spiders gewannen bisher viermal die nationale Meisterschaft und einmal den Pokal.
- V-League

Meister(4): 2005–06, 2006–07, 2008–09, 2018–19
Vizemeister (4): 2007–08, 2010–11, 2016–17, 2020–21
- KOVO Cup

Pokalsieger(1): 2010
Vizepokalsieger (1): 2020

## Team 2020/21
Die Mannschaft der Saison 2020/21 besteht aus 21 Spielerinnen. Trainer ist Park Mi-hee.
| Trikotnummer | Spielerin          |
| ------------ | ------------------ |
| 1            | Kim Da-eun         |
| 2            | Hyeon Mu-rin       |
| 3            | Park Hye-jin       |
| 4            | Lee Ju-ah          |
| 5            | Park Sang-mi       |
| 6            | Na Eun-bin         |
| 7            | Kim Na-hee         |
| 8            | Do Su-bin          |
| 9            | Park Eun-seo       |
| 10           | Kim Yeon-koung (C) |
| 11           | Lee Da-yeong       |
| 12           | Lucia Fresco       |
| 13           | Kim Se-young       |
| 14           | Park Hyeon-ju      |
| 15           | Kim Chae-yeon      |
| 16           | Lee Han-bi         |
| 17           | Lee Jae-yeong      |
| 18           | Kim Da-sol         |
| 19           | Kim Mi-youn        |